# Earth & Fire
Earth & Fire (ook Earth and Fire) was een Nederlandse popgroep uit de jaren zeventig en tachtig van de 20e eeuw. De leden waren afkomstig uit Voorschoten, Voorburg en Leidschendam. De groep had als voornaamste bandleden Jerney Kaagman (zang) en de tweelingbroers Gerard (keyboards) en Chris Koerts (gitaar). De overige bandleden wisselden in de loop der  tijd. Drummer op de eerste twee hits is Cees Kalis, die daarna koos voor een baan in het onderwijs en werd vervangen door Ton van der Kleij. Basgitarist Hans Ziech werd in 1974 vervangen door Theo Hurts, die in 1978 werd opgevolgd door Bert Ruiter.

## Geschiedenis
De gebroeders Koerts waren al vanaf hun veertiende actief als The Singing Twins. In 1967 richtten zij samen met Hans Ziech en Cees Kalis de band Opus Gainfull op. Toen zangeres Manuela Berloth de band kwam versterken werd de naam gewijzigd in Earth & Fire. Berloth, die eerder onder de naam Lysett een solocarrière had, moest echter wegens een oogziekte afhaken. Haar plaats werd ingenomen door Jerney Kaagman, die tot dan zangeres van The Rangers was.

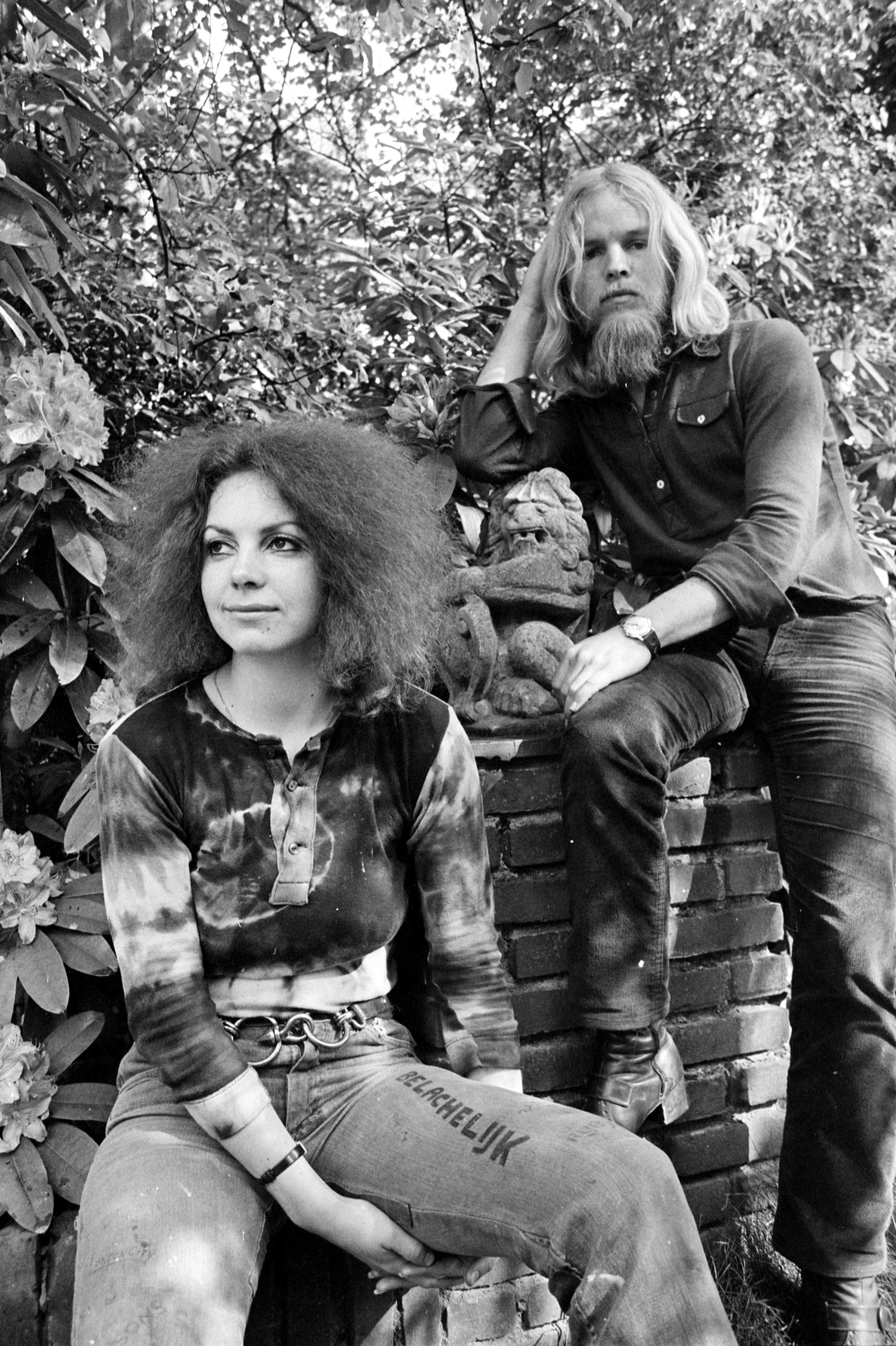
Jerney Kaagman en Chris Koerts in mei 1970

In deze formatie brak de band door met de single Seasons (1970), geschreven door Golden Earring-gitarist en -zanger George Kooymans. Het nummer bereikte een tweede plaats, en nog in hetzelfde jaar maakte Earth & Fire hitsingles als Ruby is the one en Wild and exciting. Met het album Song of the Marching Children bracht de groep een van de eerste Nederlandse conceptalbums uit. Het album werd goud en er werd een tv-special over uitgezonden, voor die tijd zeer uniek. Langzaam maar zeker verlegde Earth & Fire de muzikale koers naar progressieve rock. Gerard Koerts introduceerde de mellotron, die al eerder gebruikt werd door de Britse Moody Blues, in de Nederlandse popmuziek. Het instrument bleef jarenlang typerend voor de sound van de band.
Met Jaap Eggermont als producer maakte Earth & Fire in 1972 voor het eerst een nummer één-hit: Memories. Ook in de daaropvolgende jaren scoorde de band een aantal hits, waaronder Maybe tomorrow, maybe tonight (1973) en Love of life (1974). Ook buiten Nederland begon belangstelling te ontstaan voor de muziek van Earth & Fire. De daaropvolgende jaren werden er nog een paar albums en singles uitgebracht, met wisselend succes. Het album Atlantis bereikte de gouden status en ook To the world of the future bereikte de top 10. Op dit album stond naast Love of Life de Top 40 hit Only time will tell. In het najaar van 1975 kwam de single Thanks for the love uit met duidelijke funkinvloeden, ook dit nummer werd met een 8e plaats in de Top 40 een succes. De volgende single, What difference does it make uit 1976, was iets minder succesvol. In 1977 werd het album Gate to Infinity met de bijbehorende single 78th avenue uitgebracht. Ook hiermee werd de top 10 niet meer gehaald.
In 1978 werd Frits Hirschland manager, en kwamen er een nieuwe bassist Bert Ruiter (ex-Focus) en drummer Ab Tamboer. Polydor keurde echter in 1979 de demo's voor het album Reality Fills Fantasy af. Met de single Weekend scoorde Earth & Fire echter een grote internationale hit. Alleen al in Nederland werden er meer dan 100.000 singles van verkocht en stond het zeven weken op de eerste plaats van de Nationale Hitparade. Ook in Duitsland bereikte de single de eerste plaats en stond het nummer totaal 29 weken in de hitparade. Van dit album kwam ook nog de single Fire of Love. In 1980 werd Earth & Fire onderscheiden met de Conamus Exportprijs.
Na het vertrek van Chris Koerts in 1979, werd met nieuwe gitarist Ronnie Meyjes twee nieuwe albums gemaakt. In 1981 Andromeda Girl waarop de Top 40 hit Dream en Tell me why en Love is an Ocean die enkel de Tipparade behaalden. in 1982 het album In a State of Flux met daarop de top-15 hit Twenty four hours  en de kleinere single hits Jack is back en The Two of Us. De groep viel een jaar later echter uiteen, waarna Kaagman een tweetal soloalbums maakte. In 1987 maakte de groep een come-backtour in een nieuwe bezetting met daarin onder andere Ton Scherpenzeel.
In 2006 verscheen een groepsbiografie door Fred en Dick Hermsen.
Drummer Cees Kalis overleed in 2006. Zijn opvolger Ton van der Kleij overleed in 2015 op 66-jarige leeftijd. Op 28 augustus 2016 overleed de derde drummer van de band, Ab Tamboer, op 65-jarige leeftijd. Bassist Bert Ruiter overleed in maart 2022 op 75-jarige leeftijd. 
De broers Koerts woonden jarenlang in Frankrijk, waar zij elkaar regelmatig troffen in hun bandje The French Connection. Gerard Koerts overleed op 20 februari 2019. Zijn broer Chris overleed op 10 november 2022 op 74-jarige leeftijd.

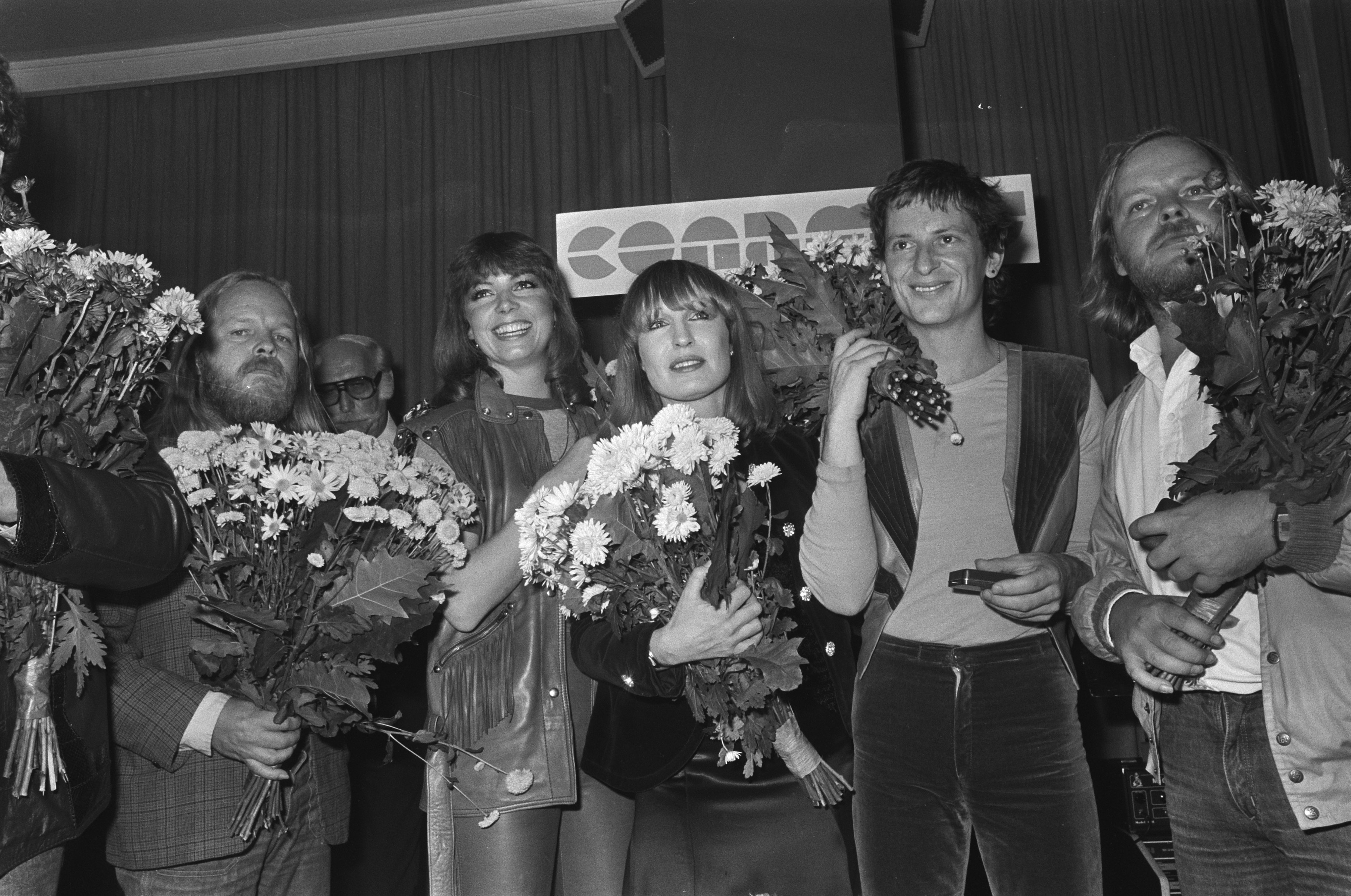
Earth & Fire krijgt Gouden Harp, uitgereikt door Liesbeth List (1980)

Op 3 februari 2017, exact 50 jaar na de oprichting van Opus Gainfull, kwamen de overgebleven bandleden in Den Haag bijeen voor de uitreiking en presentatie van Memories, het verzamelde werk van Earth & Fire in negen albums en een bonus-cd.

## Covers en gebruik in de media
- In 2003 gebruikte de Duitse danceact Scooter in hun Weekend een sample uit het gelijknamige nummer van Earth & Fire. Ook het nummer van Scooter werd een grote hit en stond 15 weken in de Mega Top 50.
- De Amerikaanse rockgroep The Ettes coverden het nummer Seasons op hun album Do You Want Power (2009).
- In 2010 werd het nummer Seasons gebruikt in de musical Dromen zijn bedrog.
- Het nummer Storm and Thunder werd gebruikt in de Nederlandse film Toen was geluk heel gewoon, die in 2014 uitkwam.
- Loïs Lane nam in 2022 met de Nederpop All Stars een cover op van Love of Life.

## Discografie

### Albums
| Album met eventuele hitnotering(en) in de Nederlandse Album Top 100 | Datum van verschijnen | Datum van binnenkomst | Hoogste positie | Aantal weken | Opmerkingen   |
| ------------------------------------------------------------------- | --------------------- | --------------------- | --------------- | ------------ | ------------- |
| Earth & Fire                                                        | 1970                  | -                     |                 |              |               |
| Song of the marching children                                       | 1971                  | 13 november 1971      | 12              | 4            |               |
| Atlantis                                                            | 1973                  | 7 april 1973          | 6               | 8            |               |
| To the world of the future                                          | 1975                  | 10 mei 1975           | 7               | 10           |               |
| The best of Earth & Fire                                            | 1975                  | 4 oktober 1975        | 33              | 5            | Verzamelalbum |
| The story of Earth & Fire                                           | 1976                  | 22 mei 1976           | 14              | 14           | Verzamelalbum |
| Gate to Infinity                                                    | 1977                  | 26 november 1977      | 20              | 9            |               |
| Reality Fills Fantasy                                               | 1979                  | 20 oktober 1979       | 2               | 26           |               |
| Greatest hits                                                       | 1980                  | 19 april 1980         | 10              | 12           | Verzamelalbum |
| Andromeda Girl                                                      | 1981                  | 26 september 1981     | 12              | 9            |               |
| In a State of Flux                                                  | 1982                  | 20 november 1982      | 22              | 7            |               |
| The very best of Earth & Fire                                       | 1988                  | 29 oktober 1988       | 64              | 6            | Verzamelalbum |
| Phoenix                                                             | 1989                  |                       |                 |              |               |

### Singles
| Single met eventuele hitnotering(en) in de Nederlandse Top 40 | Datum van verschijnen | Datum van binnenkomst | Hoogste positie | Aantal weken | Opmerkingen                                      |
| ------------------------------------------------------------- | --------------------- | --------------------- | --------------- | ------------ | ------------------------------------------------ |
| Seasons                                                       | 1969                  | 17 januari 1970       | 2               | 14           | #2 in de Hilversum 3 Top 30                      |
| Ruby is the one                                               | 1970                  | 2 mei 1970            | 4               | 10           | #5 in de Hilversum 3 Top 30                      |
| Wild and exciting                                             | 1970                  | 22 augustus 1970      | 5               | 9            | Alarmschijf / #5 in de Hilversum 3 Top 30        |
| Invitation / Song of the marching children                    | 1971                  | 6 maart 1971          | 5               | 7            | Alarmschijf / #4 in de Daverende 30              |
| Storm and thunder                                             | 1971                  | 11 september 1971     | 6               | 10           | Alarmschijf / #6 in de Daverende 30              |
| Memories                                                      | 1972                  | 15 april 1972         | 1 (2wk)         | 14           | #1 (3wk) in de Daverende 30                      |
| Maybe tomorrow, maybe tonight                                 | 1973                  | 3 maart 1973          | 3               | 11           | Alarmschijf / #3 in de Daverende 30              |
| Love of life                                                  | 1974                  | 22 juni 1974          | 2               | 10           | Alarmschijf / #2 in de Nationale Hitparade       |
| Only time will tell                                           | 1975                  | 26 april 1975         | 12              | 6            | #16 in de Nationale Hitparade                    |
| Thanks for the love                                           | 1975                  | 8 november 1975       | 8               | 6            | Alarmschijf / #9 in de Nationale Hitparade       |
| What difference does it make                                  | 1976                  | 17 april 1976         | 12              | 7            | #10 in de Nationale Hitparade                    |
| 78th Avenue                                                   | 1977                  | 10 december 1977      | 18              | 6            | #14 in de Nationale Hitparade                    |
| Weekend                                                       | 1979                  | 10 november 1979      | 1 (3wk)         | 13           | Alarmschijf / #1 (6wk) in de Nationale Hitparade |
| Fire of love                                                  | 1979                  | 1 maart 1980          | 23              | 5            | #20 in de Nationale Hitparade                    |
| Dream                                                         | 1981                  | 17 oktober 1981       | 27              | 5            | #19 in de Nationale Hitparade                    |
| Tell me why                                                   | 1981                  | 19 december 1981      | tip9            | -            | #37 in de Nationale Hitparade                    |
| Love is an ocean                                              | 1982                  | 20 februari 1982      | tip14           | -            |                                                  |
| Twenty four hours                                             | 1982                  | 20 november 1982      | 13              | 7            | #15 in de Nationale Hitparade                    |
| Jack is back                                                  | 1983                  | 19 februari 1983      | 29              | 3            | #42 in de Nationale Hitparade                    |
| The two of us                                                 | 1983                  | 28 mei 1983           | 32              | 3            |                                                  |
| French word for love                                          | 1989                  | 21 oktober 1989       | tip6            | -            | #44 in de Nationale Hitparade                    |

### NPO Radio 2 Top 2000
| Nummers met noteringen in de NPO Radio 2 Top 2000 | '99  | '00  | '01  | '02  | '03  | '04  | '05  | '06  | '07  | '08  | '09  | '10  | '11  | '12  | '13  | '14  | '15  | '16  | '17  | '18  | '19  | '20  | '21  | '22  | '23  | '24  |
| ------------------------------------------------- | ---- | ---- | ---- | ---- | ---- | ---- | ---- | ---- | ---- | ---- | ---- | ---- | ---- | ---- | ---- | ---- | ---- | ---- | ---- | ---- | ---- | ---- | ---- | ---- | ---- | ---- |
| Maybe Tomorrow, Maybe Tonight                     | 1040 | -    | 772  | 863  | 881  | 1156 | 1271 | 1286 | 1521 | 1223 | 1300 | 1187 | 1531 | 1866 | 1957 | 1923 | -    | -    | -    | -    | -    | -    | -    | -    | -    | -    |
| Memories                                          | 664  | 788  | 362  | 688  | 724  | 793  | 834  | 825  | 1285 | 841  | 975  | 862  | 971  | 1068 | 1268 | 1209 | 1345 | 1488 | 1430 | 1487 | 1323 | 1498 | 1424 | 1255 | 1539 | 1441 |
| Ruby Is the One                                   | 1804 | -    | -    | -    | 1903 | -    | -    | -    | -    | -    | -    | -    | -    | -    | -    | -    | -    | -    | -    | -    | -    | -    | -    | -    | -    | -    |
| Seasons                                           | 1237 | 1006 | 1067 | 1085 | 559  | 1050 | 1128 | 1215 | 1541 | 1116 | 1350 | 1321 | 1568 | 1775 | 1962 | 1697 | 1939 | -    | 1844 | -    | -    | -    | -    | -    | -    | -    |
| Song of the Marching Children                     | -    | 665  | -    | 604  | 379  | 513  | 622  | 574  | 798  | 604  | 686  | 680  | 915  | 1177 | 1148 | 1042 | 1169 | 1387 | 1337 | 1928 | -    | -    | -    | -    | -    | -    |
| Storm and Thunder                                 | 436  | 408  | 394  | 284  | 291  | 450  | 462  | 575  | 820  | 510  | 608  | 695  | 818  | 946  | 906  | 886  | 1035 | 1111 | 1095 | 1112 | 1186 | 1307 | 1150 | 993  | 1089 | 1193 |
| Weekend                                           | -    | 790  | 594  | 792  | 961  | 995  | 1049 | 1126 | 1369 | 1090 | 1282 | 1254 | 1461 | 1568 | 1580 | 1516 | 1706 | 1514 | 1475 | 1619 | 1719 | 1621 | 1484 | 1503 | 1737 | 1734 |

1. ↑  Een '-' betekent dat het nummer niet was genoteerd en een vetgedrukt getal geeft de hoogste notering van een nummer aan.